# Wapień krynoidowy
Wapień krynoidowy (wapień trochitowy) – odmiana wapienia organodetrytycznego utworzona z elementów szkieletowych liliowców (Crinoidea), najważniejszej pod względem skałotwórczym grupy szkarłupni (Echinodermata). Szkielety zbudowane są z kalcytu, przy czym każdy element, np. człon łodygi liliowca (kolumnalium; dawniej – trochit), utworzony jest z jednego kryształu tego minerału, charakteryzującego się trójkierunkową łupliwością.
W Polsce wapienie krynoidowe występują na powierzchni w utworach dewonu i dolnego karbonu Gór Świętokrzyskich, triasu regionu śląsko-krakowskiego i również Gór Świętokrzyskich oraz środkowej jury Tatr i pienińskiego pasa skałkowego.